# Ebenfurth
Ebenfurth (tiếng Hungary: Ebenfurt) là một đô thị thuộc huyện Wiener Neustadt-Land trong bang Niederösterreich, Áo.